# Boeing 757
Die Boeing 757 ist ein zweistrahliges Verkehrsflugzeug des US-amerikanischen Flugzeugherstellers Boeing, das für den Einsatz auf Strecken mittlerer Länge konzipiert wurde. Seit dem Jahr 2000 wird sie, ermöglicht durch technische Maßnahmen zur Reichweitenerhöhung, von US-amerikanischen Fluggesellschaften auch auf Langstrecken eingesetzt. Die Produktion der 757 endete am 28. Oktober 2004 nach 1050 Exemplaren.

## Geschichte

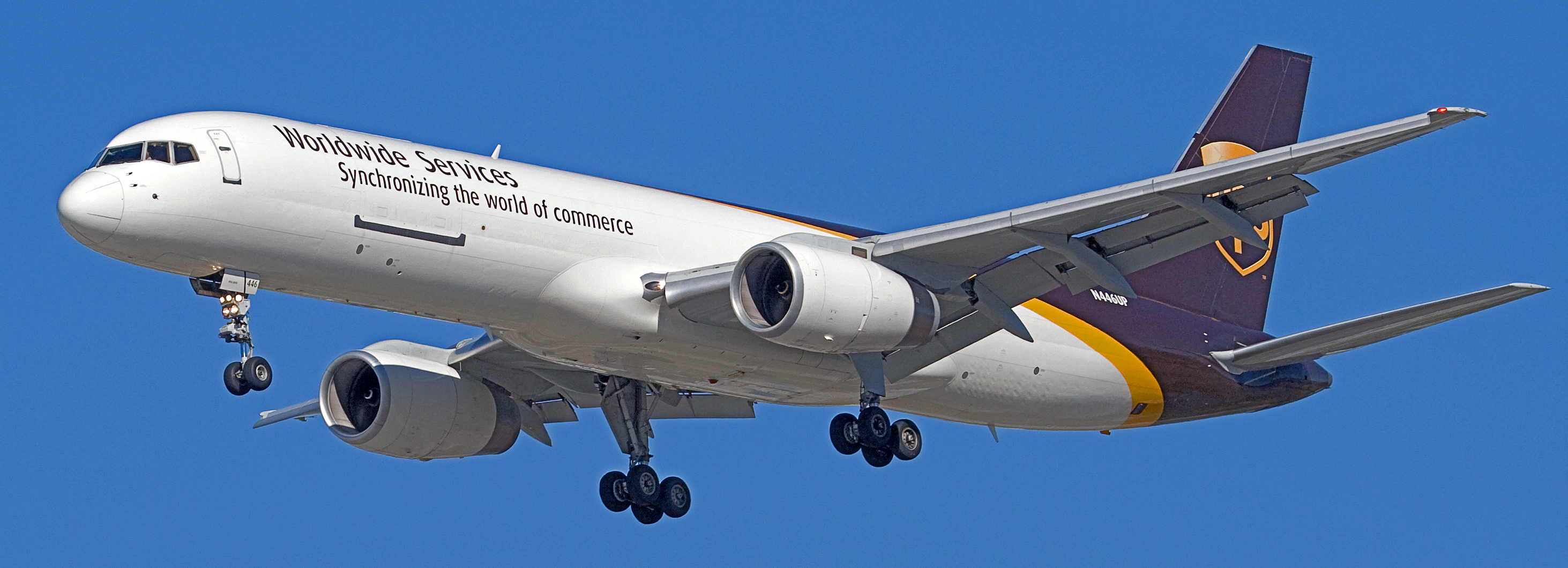
Eine Boeing 757-200PF von UPS

Die 757 wurde von Boeing als Ergänzung zur 767 gestartet, um das Angebot nach unten hin abzurunden und um einen Nachfolger für die mittlerweile in die Jahre gekommene 727 in der Mittelstreckenklasse zu entwickeln. Zuerst dachte man jedoch noch an eine verlängerte 727, weshalb die ersten Konzepte unter dem Namen 727-300 liefen. Doch der Trend ging mittlerweile dahin, dass mehr als zwei Triebwerke nur noch bei Ultra-Langstreckentypen gewünscht waren. Nach der offiziellen Vorstellung des Projektes wurde dann der Name „Boeing 7N7“ gewählt, ähnlich den späteren Projektbezeichnungen Airbus A3XX oder Boeing 7E7.
Nach Erstbestellungen durch Eastern Air Lines und British Airways im März 1979 wurde das Programm aufgenommen.
Die Rollout-Zeremonie fand am 13. Januar 1982 statt, der Jungfernflug am 19. Februar 1982. Die Zulassung erhielt der neue Typ am 21. Dezember desselben Jahres. Die erste 757 wurde einen Tag darauf an Eastern Air Lines ausgeliefert.
23 Jahre später wurde die letzte 757 am 26./27. April 2005 an die chinesische Fluggesellschaft Shanghai Airlines ausgeliefert. Es war eine 757-200 und gleichzeitig die 1050. Boeing 757 insgesamt. Die Produktion war wegen mangelnder Nachfrage eingestellt worden. Ein Exemplar verblieb bei Boeing, an 55 Kunden wurden die einzelnen Versionen wie folgt ausgeliefert:
- 757-200 – 913
- 757-200M – 1
- 757-200PF – 80
- 757-300 – 55

Im März 2005 wurde erstmals eine 757 mit Winglets ausgestattet, ein Flugzeug der Continental Airlines.
Der Flugzeugtyp ist für ein Schmalrumpfflugzeug ungewöhnlich lang. Darin wird die 757-300 nur noch von wenigen Flugzeugtypen, wie der Super-Sixties-Baureihe der Douglas DC-8, übertroffen. Die hohen Leistungsreserven der beiden jeweils bis zu 191 kN Schub starken Turbofans der PW-2000-Serie sind für den Betrieb vorteilhaft.
Boeing plante mehrfach, die 757 mit neuen, sparsameren Triebwerken auszurüsten, gab aber im Februar 2015 bekannt, dass man von einem solchen Projekt Abstand nehme, da es sich wirtschaftlich nicht lohnen würde.

## Markt

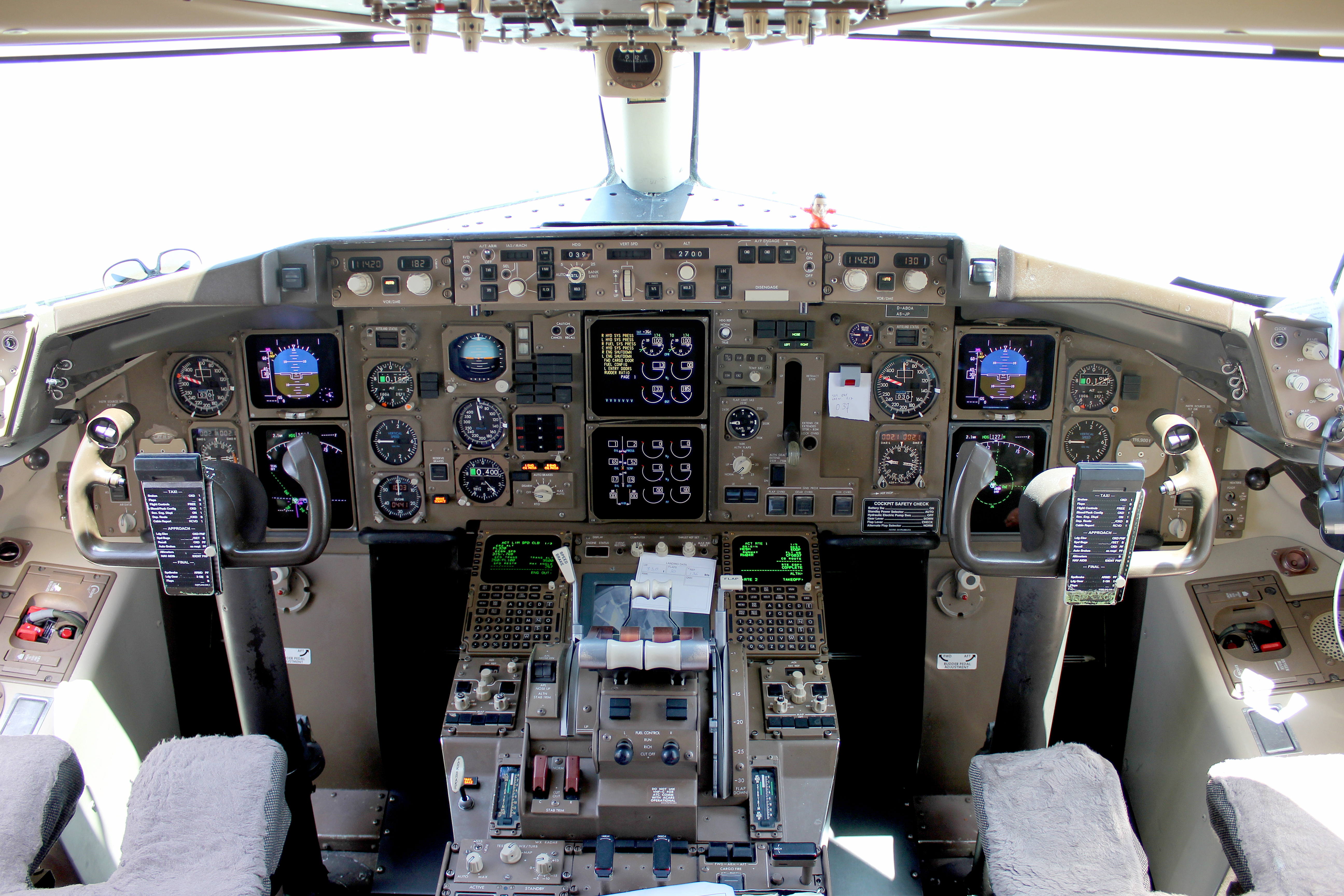
Das Cockpit einer Boeing 757-300

Die 757-200 konkurrierte zuletzt vor allem mit den inzwischen ebenfalls fast 200 Passagiere fassenden, aber wesentlich verbrauchsgünstigeren gestreckten Versionen der Boeing 737 und dem Airbus A321. Die Boeing 737 war ursprünglich ein wesentlich kleineres Flugzeug, das nach mehreren Überarbeitungen auf eine der 757-200 entsprechende Größe gestreckt wurde, und auch der A321 ist lediglich eine gestreckte Version des A320.
Die 757-300 ist zwar weitgehend konkurrenzlos; allerdings ist der Markt für die sehr große Sitzplatzzahl verbunden mit geringer Reichweite sehr begrenzt. Alle Konkurrenten sind Großraumflugzeuge: Der Airbus A310 und die Boeing 767-200 erreichten ähnliche Kapazitäten, werden aber ebenfalls bereits seit längerem nicht mehr gebaut. Noch gebaut werden der Airbus A330-800neo und die Boeing 787-8, die jedoch viel größere Reichweiten und Kapazitäten haben. Ein direkter Nachfolger existiert somit nicht, wurde aber bei Boeing wiederholt unter dem Namen Boeing New Midsize Airplane diskutiert. Große Betreiber wie Icelandair, Condor, United und Delta wählten daher meist den Airbus A321neo als Ersatz für beide Varianten.

## Kommunalität
Die Boeing 757-200 wurde gemeinsam mit der Boeing 767 entwickelt, weshalb beide Flugzeuge viele Gemeinsamkeiten aufweisen. Das soll zu geringeren Schulungs- und Wartungskosten führen, wenn beide Flugzeugtypen innerhalb einer Fluggesellschaft eingesetzt werden. So können Piloten mit entsprechender Lizenzierung sowohl die 757 als auch die 767 ohne Einschränkungen fliegen, weil der Blickwinkel aus den beiden Cockpits absolut gleich ist. Die Boeing-Ingenieure konstruierten nach anfänglichen Problemen bei der Implementierung eines neuen Cockpits erst ein neues Layout mit neuem Instrumentenbrett, Mittelkonsole und Windschutzscheiben und danach die Bugsektionen von 757 und 767. Das führte bei der 757 zu einem eher Boeing-untypischen Aussehen.

## Versionen
In den 25 Jahren der Produktion wurde die Boeing 757 in mehreren Versionen angeboten:

### Boeing 757-100
Die Boeing 757-100 war das Anfangskonzept der 757, welches in seiner Größe der Boeing 727 entsprach und 150 Passagiere befördern können sollte. Allerdings stieg Boeing noch vor dem offiziellen Programmstart auf die Version 757-200 um, da sich für die kleine Version keine Kunden finden ließen.

### Boeing 757-200

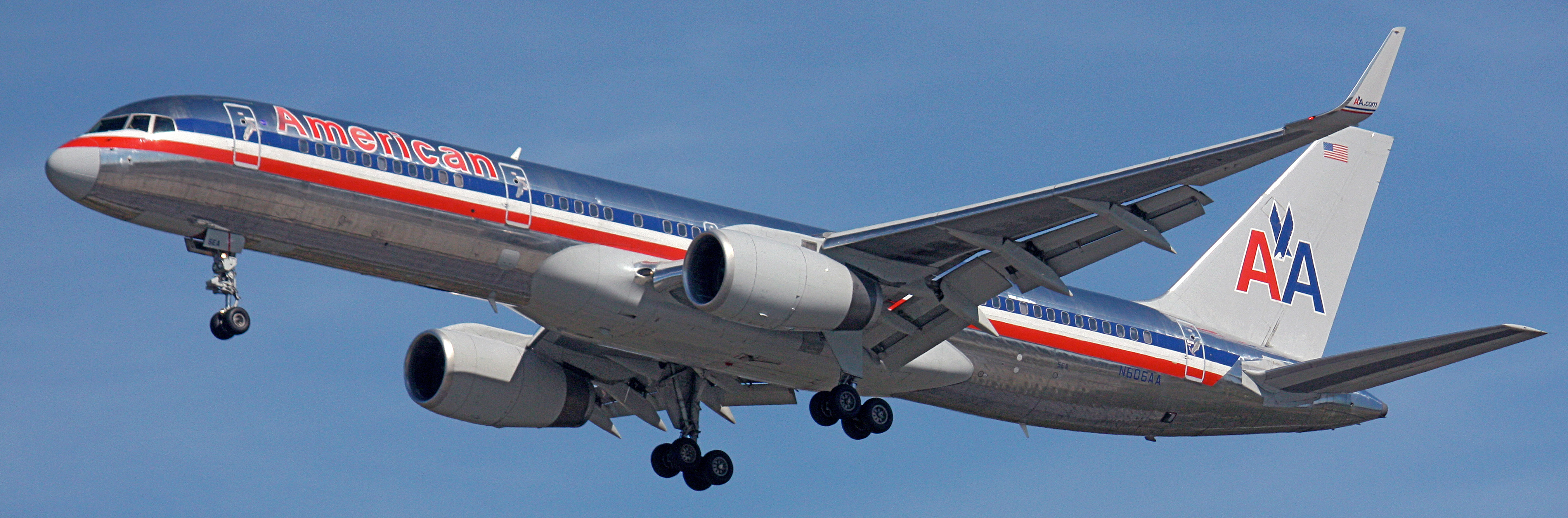
Boeing 757-200 der American Airlines

Basisversion, deren Produktion Boeing im März 1979 bekannt gab, nachdem Kaufverträge mit British Airways und Eastern Air Lines über 40 (19/21) Maschinen abgeschlossen worden waren. Der Erstflug fand am 19. Februar 1982 statt, und schon am 22. Dezember 1982 wurde die erste Maschine an die Eastern Air Lines ausgeliefert.

#### Boeing 757-200M (Combi)
Die 757-200M (bzw. 757-200CB gemäß Musterzulassung der FAA) ist eine von der 757-200 abgeleitete Version für den gleichzeitigen Transport von Passagieren und maximal zwei Fracht-Paletten auf dem Hauptdeck. Es wurde nur eine einzige Maschine original von Boeing gebaut. Diese fliegt heute bei Nepal Airlines. Daneben gibt es Combi-Umbauten aus Passagiermaschinen von mehreren Anbietern.

#### Boeing 757-200PF (Parcel Freighter)

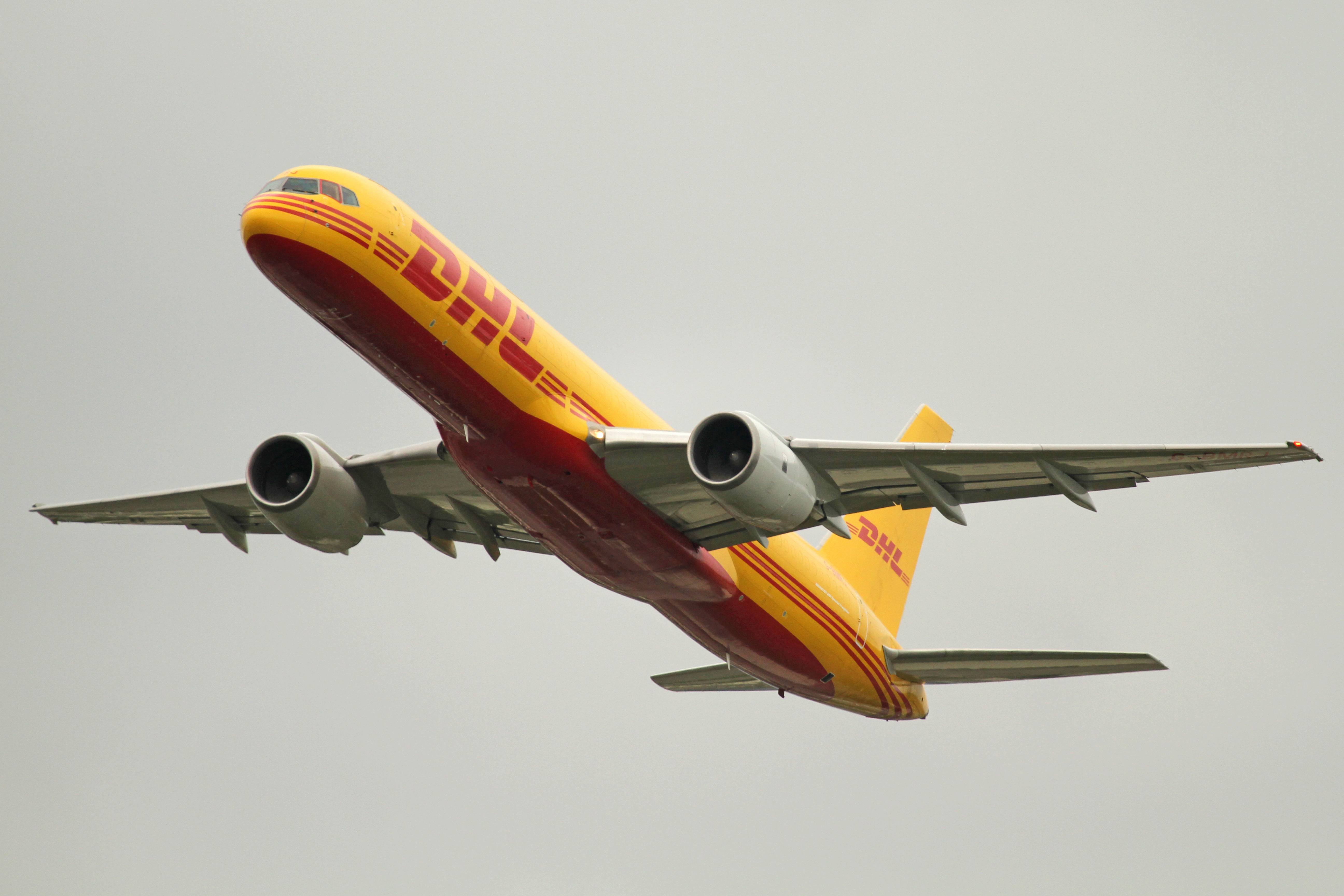
Boeing 757-200SF der DHL Aviation

Ist eine Frachtversion speziell für Paket-Fracht, eingesetzt wird sie von DHL und UPS.

#### Boeing 757-200SF (Special Freighter)

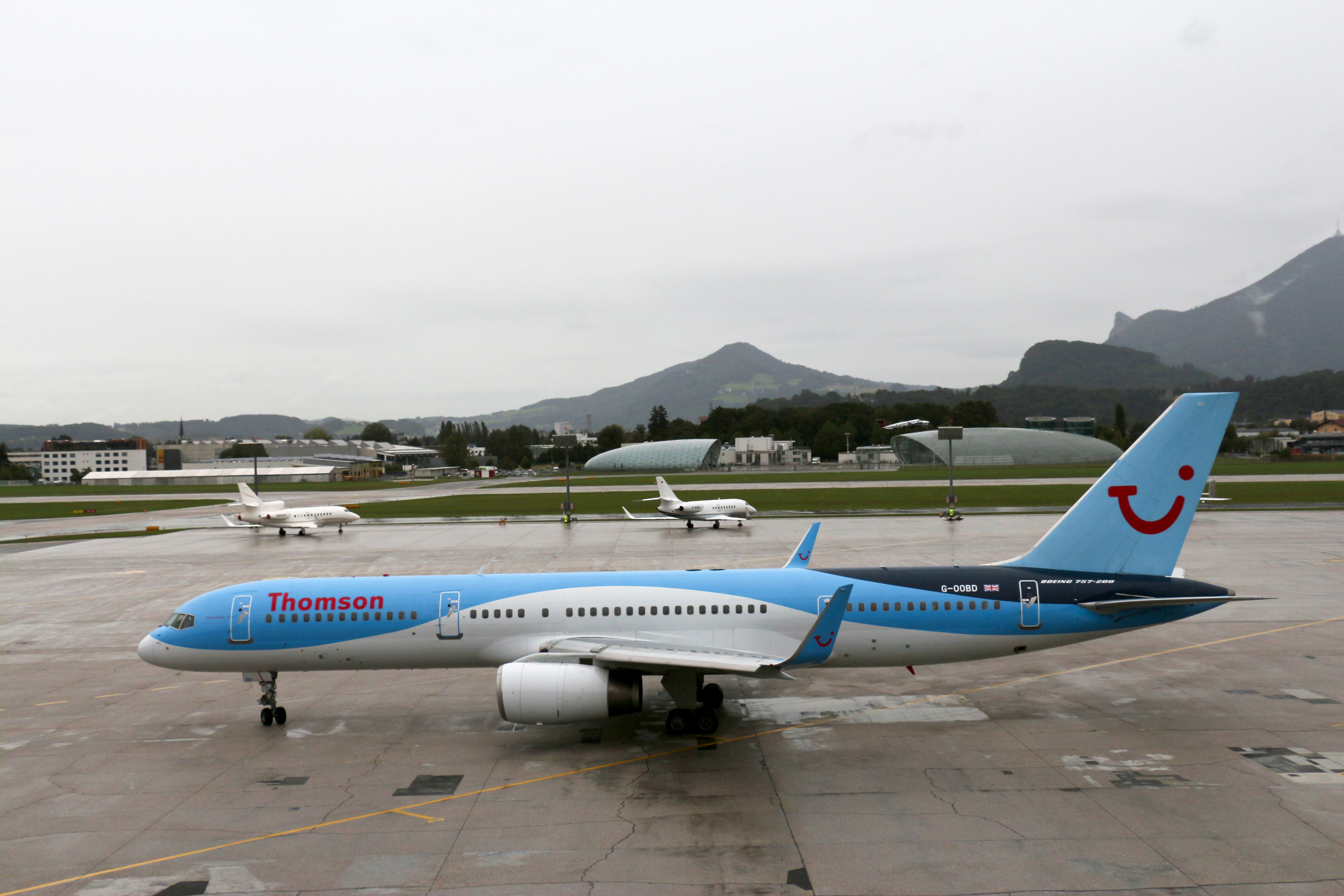
Boeing 757-200WL (Winglet) am Flughafen Salzburg

Als Special Freighter werden im Allgemeinen (siehe: Boeing 747 SF) Frachtmaschinen bezeichnet, die ursprünglich einmal Passagierflugzeuge waren, dann aber zu Frachtern umgebaut wurden. Dazu werden die Passagiersitze entfernt, der Fußboden wird verstärkt und die Maschinen erhalten vorne links im Rumpf, hinter dem vorderen Eingang, eine große Frachttür. Im Frachtraum wird ein automatisches Ladesystem für Container und Transportpaletten installiert. Initiator war DHL, die 44 ehemals für British Airways fliegende 757-200, die an Boeing verkauft wurden, erwerben wollte (sale/multi-year lease arrangement). Boeing startete das Programm am 5. Oktober 1999 und am 15. Februar 2001 hatte die erste umgebaute Maschine ihren Erstflug, welche im März 2001 an DHL übergeben wurde. Die 757-200SF kann 27.210 kg Fracht über eine Distanz von 4630 km transportieren und bietet dabei ein Frachtvolumen von 226,5 m³.

#### Boeing 757-200WL (Winglet)
Um die Wirtschaftlichkeit der Boeing 757-200 zu erhöhen, hat Aviation Partners Boeing (ein Joint Venture aus Boeing und Aviation Partners) die schon von den Boeing-Typen 737-300, 737-700, 737-800 und 737-900ER bekannten Blended Winglets für die Boeing 757-200 weiterentwickelt. Diese sind 2,48 m hoch und sollen eine Kerosinersparnis von bis zu 5 % bewirken. Dadurch können pro Jahr und Maschine etwa 1,13 Mio. Liter Kerosin gespart werden. Die Reichweite der Flugzeuge erhöht sich um 370 km. Am 9. März 2005 hatte die erste Boeing 757-200WL von Erstkunde Continental Airlines ihren Erstflug. Am 23. Mai 2005 wurde die Erweiterung durch die FAA zugelassen. Zu dem Zeitpunkt hatten Continental Airlines für elf Umrüstungen, mit Optionen für ihre restliche 757-200 Flotte und Icelandair mit sieben Umrüstungen und 15 Optionen einen Kaufvertrag geschlossen.

#### C-32A („Air Force Two“)

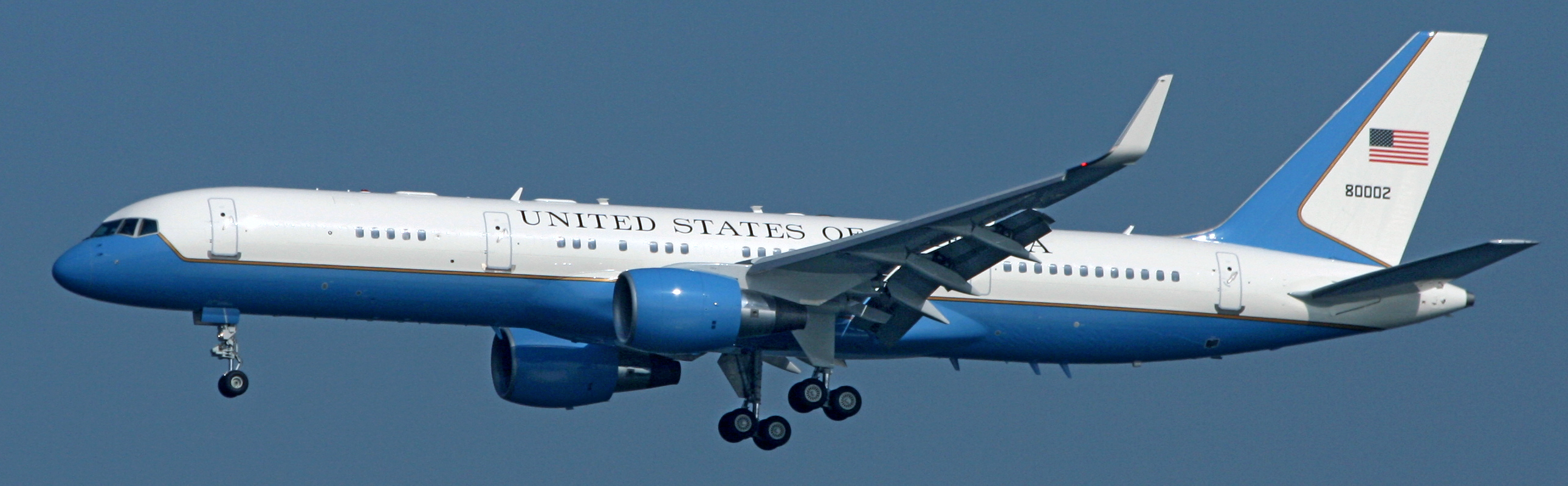
Die C-32A des Vizepräsidenten der USA

Bei der C-32A handelt es sich um eine militärische Version der Boeing 757-200. Insgesamt vier Maschinen dieser Version in VIP-Ausstattung sind bei der USAF seit Anfang 1999 im Einsatz und haben die Hauptaufgabe, den US-Vizepräsidenten, die US-Minister/Mitglieder des Kabinetts, die Mitglieder des US-amerikanischen Kongresses sowie andere Würdenträger zu befördern. Wenn der Vizepräsident an Bord ist, erhält die Maschine das Funkrufzeichen „Air Force Two“, der oft für das Flugzeug als solches gebraucht wird. Gelegentlich dient auch eine C-40B/C (Boeing 737 BBJ) als „Air Force Two“. Die Bauweise ist dieselbe der Serien 757-200, sie sind aber innen technisch sehr aufwendig ausgestattet. Alle vier C-32A werden von Pratt & Whitney PW 2040 Triebwerken angetrieben und sind für bis zu 45 Passagiere und 16 Besatzungsmitglieder ausgelegt. Durch Zusatztanks wurde die Reichweite auf bis zu 7685 km erhöht. Geflogen werden die vier C-32A von der 89th Airlift Wing und sind auf der Andrews Air Force Base stationiert.

### Boeing 757-300

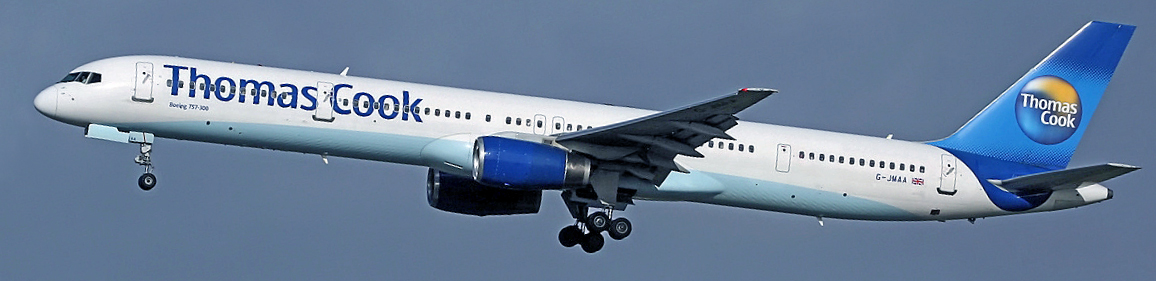
Boeing 757-300 der Thomas Cook Airlines

Die Boeing 757-300 ist eine gestreckte Version der Boeing 757-200 mit einer größeren Passagierkapazität und wurde speziell für den europäischen Charterverkehr entwickelt.
Mit den Studien für eine verlängerte 757 begann man Mitte der 1990er Jahre; die konkrete Entwicklung erfolgte nach einer Bestellung durch Condor auf der Farnborough Airshow im September 1996. Ihren Jungfernflug absolvierte die Maschine am 2. August 1998, gefolgt von der Zulassung im Januar 1999. Condor übernahm das erste Flugzeug im März desselben Jahres. Die einzigen anderen Fluggesellschaften, welche die 757-300 bestellten, waren American Trans Air, Arkia Israeli Airlines, Continental Airlines, Icelandair und Northwest Airlines.
Insgesamt wurden nur 55 Stück dieser Version gebaut.
Nachdem sich Aviation Partners im Jahr 2008 entschloss, auch für diese Version blended winglets anzubieten, erhielt Continental Airlines am 3. Februar 2009 ihre erste 757-300 mit Winglets, die für eine Treibstoffeinsparung von ca. 5 % sorgen sollen. Dadurch könnte die 757-300 auch transatlantische Flüge durchführen, was zuvor wegen der Reichweite von nur 3395 NM = 6287 km nicht möglich war, da die Tankkapazität der 200er-Version für die 757-300 nicht erweitert worden war. Condor hat im Winter 2009/2010 ihre gesamte aus 13 Einheiten bestehende Flotte bei Finnair mit Winglets ausrüsten lassen.

## Technische Daten

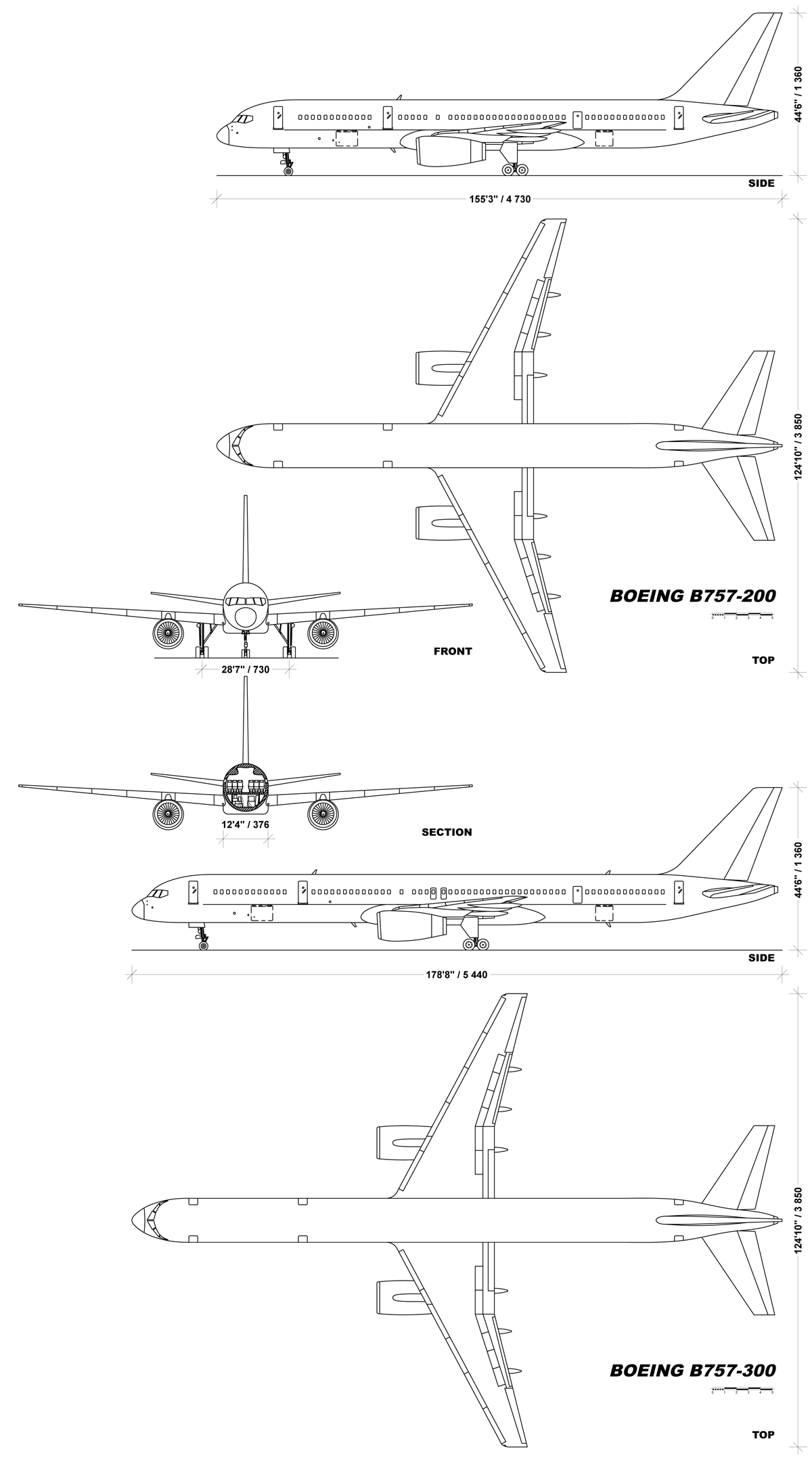
Boeing 757

| Kenngröße            | Boeing 757-200                                              | Boeing 757-300                                              |
| -------------------- | ----------------------------------------------------------- | ----------------------------------------------------------- |
| Einsatzbereich       | Kurz-/Mittelstrecke (teils Langstrecke)                     | Kurz-/Mittelstrecke                                         |
| Länge                | 47,32 m                                                     | 54,43 m                                                     |
| Spannweite           | 38,05 m (-200WL: 41,10 m)                                   | 38,05 m (-300WL: 41,10 m)                                   |
| Höhe                 | 13,56 m                                                     | 13,56 m                                                     |
| Flügelfläche         | 181,25 m²                                                   | 181,25 m²                                                   |
| Flügelpfeilung       | 25°                                                         | 25°                                                         |
| Flügelstreckung      | 7,988                                                       | 7,988                                                       |
| Rumpfdurchmesser     | 3,76 m                                                      | 3,76 m                                                      |
| Sitzplätze           | bis zu 239                                                  | bis zu 295                                                  |
| Leermasse            | 57.840 kg                                                   | 64.590 kg                                                   |
| max. Startmasse      | 99.790 kg (-200ER: 115.665 kg)                              | 122.400 kg                                                  |
| Treibstoffkapazität  | 43.490 l                                                    | 43.400 l                                                    |
| Reisegeschwindigkeit | 850 km/h (auf optimaler Flughöhe)                           | 850 km/h (auf optimaler Flughöhe)                           |
| Dienstgipfelhöhe     | 12.800 m                                                    | 12.800 m                                                    |
| Reichweite           | 4320–7870 km (-200ER: 7.220 km bis 9.170 km)                | 6421 km                                                     |
| Startstrecke         | 2911 m (bei max. Startmasse)                                | 2926 m (bei max. Startmasse)                                |
| Triebwerke           | zwei Pratt & Whitney PW2000 oder zwei Rolls-Royce RB211-535 | zwei Pratt & Whitney PW2000 oder zwei Rolls-Royce RB211-535 |

## Zwischenfälle

### Flugunfälle
Die Boeing 757 liegt mit 0,22 Unfällen mit Todesopfern pro 1 Million Flüge auf dem ebenfalls sehr hohen Sicherheits-Niveau der vergleichbaren Modelle Airbus A320 (0,08), Boeing 737 (0,08) und McDonnell Douglas MD-80 (0,32). Nennenswerte Zwischenfälle mit diesem Typ bis April 2022:
- Am 2. Oktober 1990 kollidierte auf dem Flughafen Guangzhou-Baiyun (alt) eine entführte Boeing 737-247 der Xiamen Airlines (Luftfahrzeugkennzeichen B-2510) mit zwei anderen Flugzeugen. Als der Kapitän wegen Treibstoffmangels notlanden wollte, kam es in der Landephase zu einem Handgemenge mit dem Entführer, worauf die Maschine hart aufsetzte und von der Landebahn abkam. Sie kollidierte mit einer geparkten Boeing 707 der China Southwest Airlines (B-2402) und einer Boeing 757-200 der China Southern Airlines (B-2812), deren Piloten auf die Startfreigabe warteten. In der außer Kontrolle geratenen Boeing 737 wurden 82 der 102 Menschen an Bord getötet, in der Boeing 757 kamen 46 von 122 Insassen ums Leben. In der Boeing 707 überlebte das einzige an Bord befindliche Besatzungsmitglied (siehe auch Xiamen-Airlines-Flug 8301).[14][15][16]

- 20. Dezember 1995: Eine Boeing 757-200 der American Airlines (N651AA) flog während des Landeanfluges auf Cali in einen Berg nahe Buga, Kolumbien. Es gab 159 Tote (siehe American-Airlines-Flug 965).

- 6. Februar 1996: Ein verstopftes Staurohr erzeugte falsche Geschwindigkeitsangaben im Cockpit, die Boeing 757-200 der Birgenair (TC-GEN) stürzte vor Puerto Plata ins Meer. Alle 189 Besatzungsmitglieder und Passagiere an Bord kamen ums Leben. Dieser Unfall wurde auf schlechte Wartung zurückgeführt (laut Presse). Im Nachhinein wurde Boeing die Schuld wegen verwirrender Fehlermeldung „Rudder Ratio, Mach trim speed“ zugeschrieben (siehe Birgenair-Flug 301).

- Am 2. Oktober 1996 stürzte eine Boeing 757-200 der Aeroperú (N52AW) nach einem Wartungsfehler nahe Pasamayo ins Meer. Bei diesem Unfall kamen alle 70 Insassen an Bord ums Leben. Der Bordcomputer lieferte fehlerhafte, teilweise divergierende Fehlermeldungen „Stall-Stickshaker, Overspeed Warning, Rudder Ratio, Mach trim speed“ (siehe auch Aeroperú-Flug 603).

- 11. September 2001: Eine Boeing 757-200 (Flug AA77) der American Airlines (N644AA) wurde kurz nach dem Start in Washington D.C. entführt und in das Pentagon geflogen. An Bord starben 64, im Gebäude weitere 125 Menschen (siehe American-Airlines-Flug 77 und Terroranschläge am 11. September 2001).

- 11. September 2001: Eine Boeing 757-200 (Flug UA93) der United Airlines (N591UA) wurde kurz nach dem Start in Newark entführt und wurde von den Entführern in den Sturzflug auf ein freies Feld in der Nähe von Shanksville/Pennsylvania gebracht. Alle 44 Personen an Bord kamen ums Leben (siehe United-Airlines-Flug 93 und Terroranschläge am 11. September 2001).

- 1. Juli 2002: Eine Boeing 757-200APF Frachtmaschine der DHL (A9C-DHL) kollidierte während des Fluges mit einer Tu-154 der Bashkirian Airlines und stürzte nahe Überlingen ab. Die zwei Piloten der 757 sowie 69 Besatzungsmitglieder und Passagiere der Tupolew kamen ums Leben (siehe Bashkirian-Airlines-Flug 2937).

- 9. November 2018: Eine Boeing 757-200 der Fly Jamaica Airways (N524AT) prallte am Flughafen Georgetown (Guyana) nach einer Notlandung wegen Problemen mit der Hydraulik gegen Sandhindernisse am Ende der Landebahn. Von den 128 Personen an Bord wurden zunächst sechs verletzt, später verstarb eine ältere Frau an ihren erlittenen Verletzungen. Das Flugzeug musste als Totalverlust abgeschrieben werden.[17]

- 7. April 2022: Eine Boeing 757-200PCF Frachtmaschine der DHL Aero Expreso (HP-2010DAE) kam bei einer Notlandung in Costa Rica von der Piste ab und rutschte in eine Senke, wobei das Heck abbrach. Die beiden Piloten hatten kurz nach dem Start wegen Hydraulikproblemen einen Notfall gemeldet und waren zum Flughafen zurückgekehrt. Sie überlebten unverletzt.[18][19][20]

### Vorkommen des aerotoxischen Syndroms
Neben der BAe 146 wurden bei der Boeing 757 die meisten Vorfälle des seltenen aerotoxischen Syndroms gemeldet. Bei diesem kommt es zur Kontaminierung der Atemluft, da diese direkt im Triebwerk abgezapft und eingespeist, aber nicht gefiltert wird. Mit Stand März 2010 waren 444 Fälle zu verzeichnen, dies entsprechen 42,29 % aller Fälle von insgesamt 1050. Bei diesem Syndrom kann es in der Folge zu schweren Erkrankungen beispielsweise des Nervensystems kommen. Jedoch gibt es keine fundierte wissenschaftliche Untersuchung zu diesem Thema.

## Trivia
In Argentinien wird eine mit zusätzlichen Tanks ausgerüstete 757 seit 1992 unter dem Rufzeichen Tango 01 als Präsidentenflugzeug verwendet.

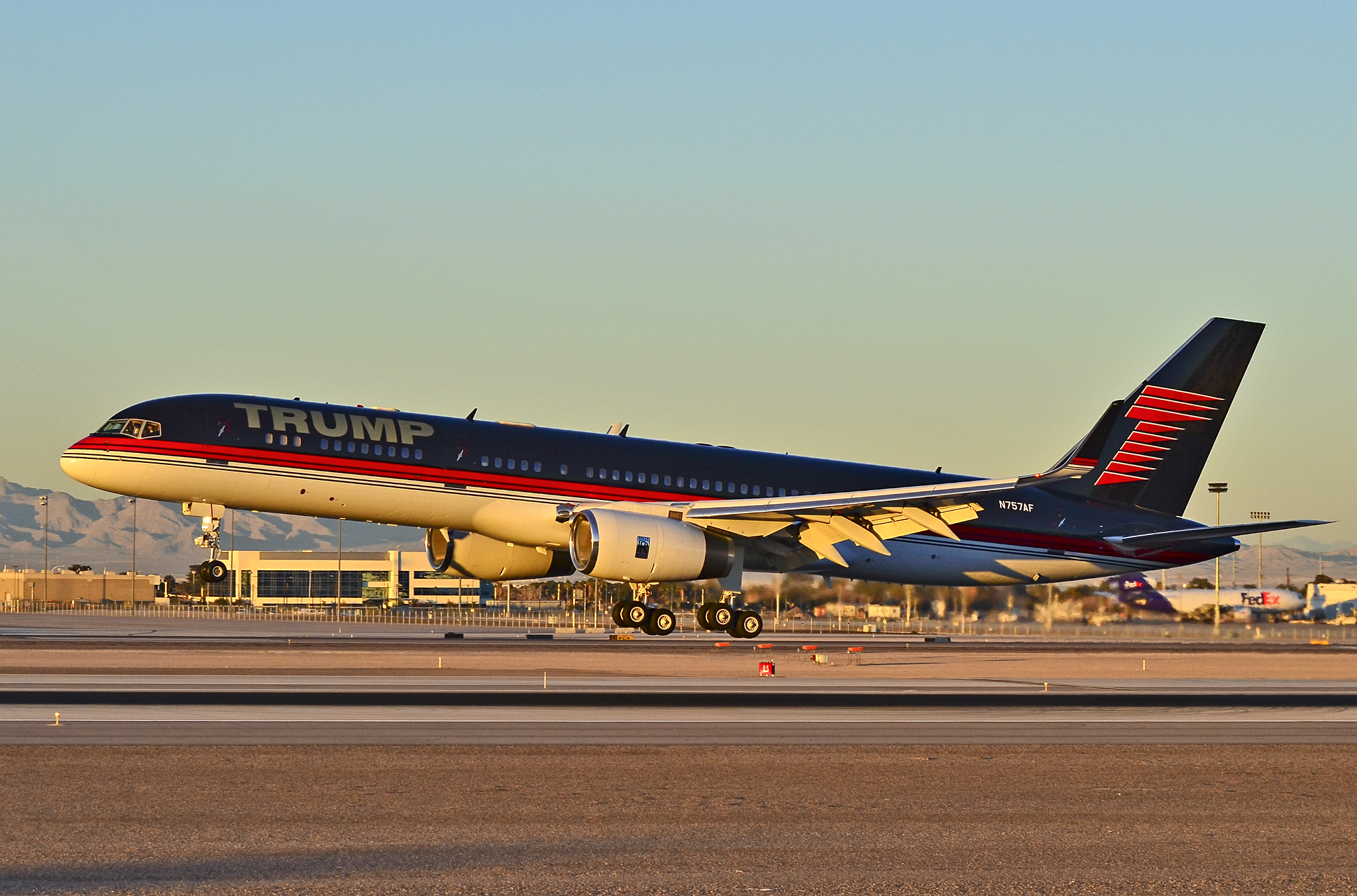
Seit 2011 Donald Trumps Privatjet, eine 757 Baujahr 1991 mit luxuriösem Interieur

Donald Trump nutzt eine 2011 auf dem Gebrauchtmarkt erworbene, speziell für ihn luxuriös umgebaute und scherzhaft Trump Force One genannte 757-200 als Privatjet. Die Maschine stand bis Ende Oktober 2021 auf dem Flughafen Stewart International unter kalten und feuchten Bedingungen im Freien und wurde am 1. November 2021 auf den Chennault International Airport zur Generalüberholung überführt. Das für den Überführungsflug benötigte Triebwerk Rolls-Royce RB211 wurde nach knapp einem Jahr Suche gefunden.